# Úkos
Pojmem úkos rozumíme v technice odklon plochy (většinou rovinné) od základní kolmice nebo rovnoběžky.

## Druhy úkosů
Funkční úkosy
- úkosy upínacích klínů – Klíny ČSN 02 2512, 02 2513, 02 2514, 02 2531 mají úkos 1 : 100
- úkosy stavěcích klínů
- úkosy klínových vymezovacích lišt u přímých vedení strojů

Technologické úkosy
- slévárenské úkosy – umožňují vyjímání modelů z forem a jader z jaderníků (ČSN 04 2021)
- zápustkové úkosy – usnadňují vyjímání výkovků ze zápustky
- úkosy forem pro vstřikování plastů – usnadňují vyjímání výlisků z forem
- svařovací úkosy – sražení okraje materiálu (plechů a trubek) pro svary

Konstrukční úkosy
- odlitků – navrhuje konstruktér z pevnostních důvodů (například úkosy stěn skříní), jsou větší než slévárenské úkosy.
- montážní úkosy – táhlé náběhy usnadňující montáž (například u čepů k lisování)

## Kótování úkosů

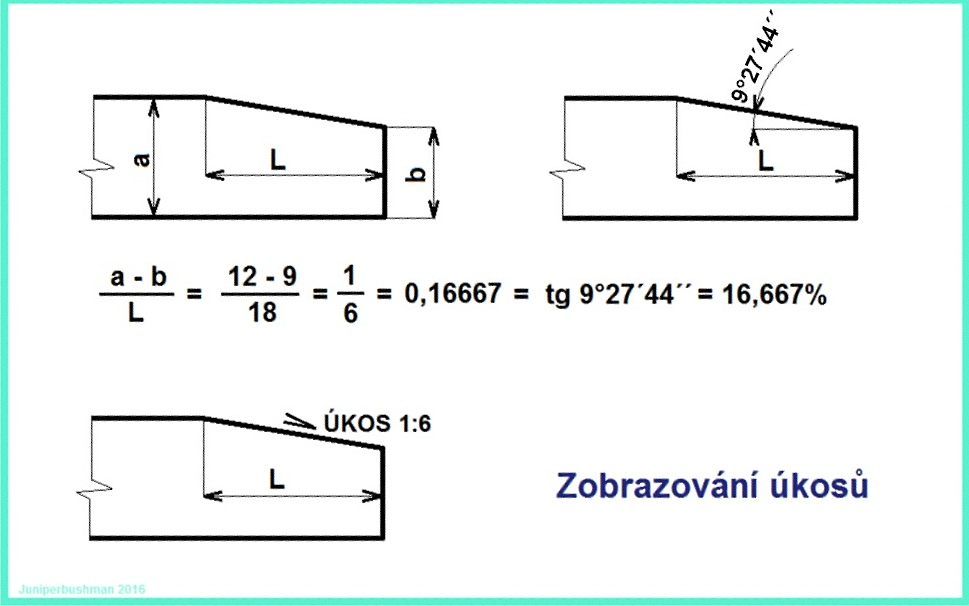
Výpočet a způsoby kreslelní a kótování úkosů

- krajními kótami – pro méně přesné úkosy
- velikostí úhlu – u větších úhlů, montážní úkosy
- zlomkem (poměrem) – 1:U se slovním označením ÚKOS a značkou > orientovanou dle směru úkosu
- údaj v procentech nebo v promile (na strojních výkresech se neužívá)